# Mausschwanzartige
Die Einteilung der Lebewesen in Systematiken ist kontinuierlicher Gegenstand der Forschung. So existieren neben- und nacheinander verschiedene systematische Klassifikationen. 
Das hier behandelte Taxon ist durch neue Forschungen obsolet geworden oder ist aus anderen Gründen nicht Teil der in der deutschsprachigen Wikipedia dargestellten Systematik.

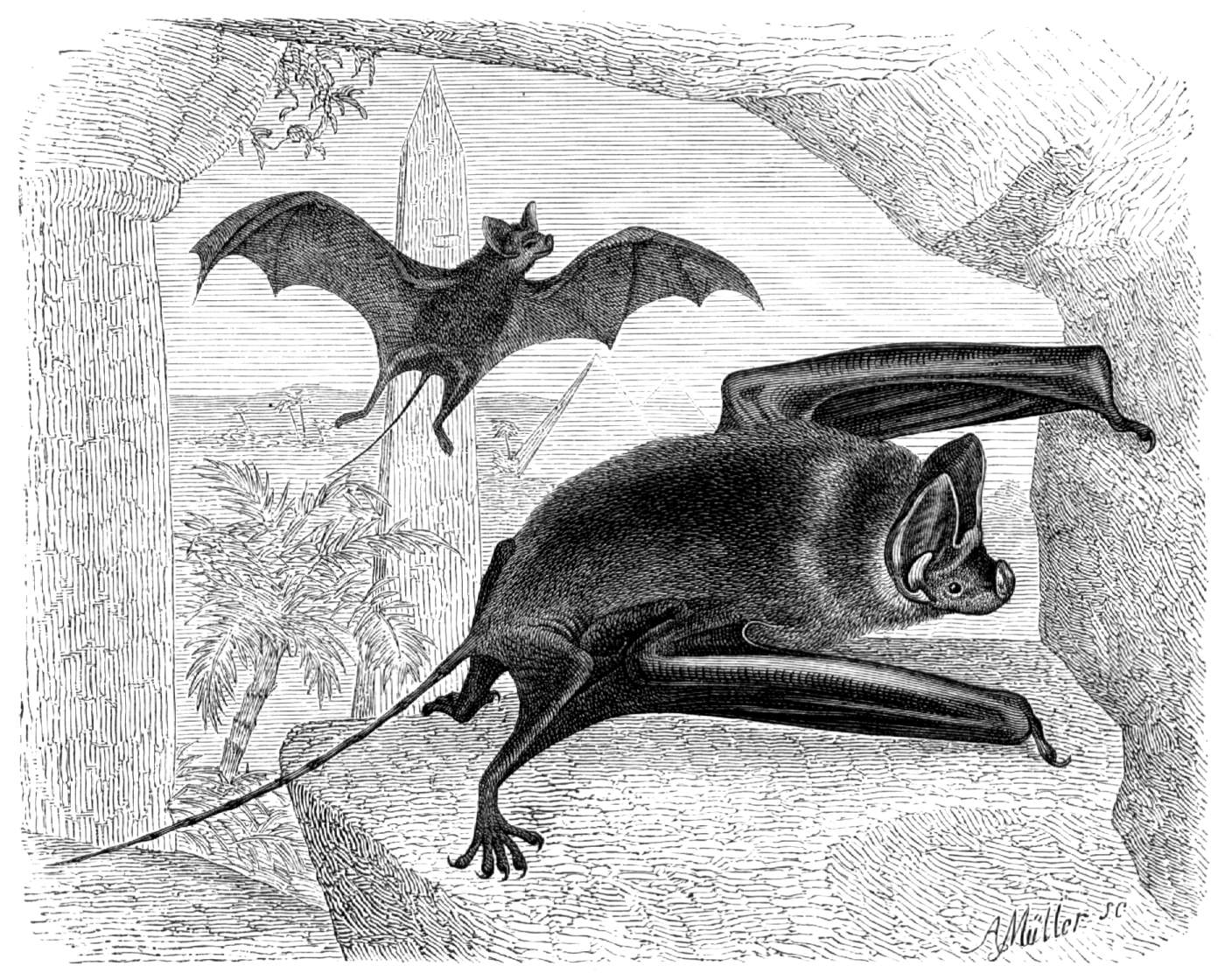
Rhinopoma microphyllum

Die Mausschwanzartigen (Rhinopomatoidea)  sind eine heute nicht mehr valide Überfamilie innerhalb der Fledermäuse (Chiroptera), die ausschließlich in der Alten Welt (nördliches Afrika  und südliches Asien) vorkommen. 
Zu den Merkmalen, die die Mausschwanzartigen teilen, gehören eine quer verlaufende Hautfurche über den Nasenlöchern, Modifikationen des Zungenbeins und der Luftröhre sowie das Fehlen des Calcars, einem Dorn an den Knöcheln der Hinterbeine, der zum Spannen der Schwanzflughaut dient.
Phylogenetisch bilden die Mausschwanzartigen das Schwestertaxon der Hufeisennasenartigen (Rhinolophoidea), eine ebenfalls auf die Alte Welt beschränkte Gruppe (siehe auch Systematik der Fledermäuse).
Es handelt sich um eine artenarme Überfamilie, die insgesamt fünf Arten werden in zwei Familien, die Mausschwanzfledermäuse (Rhinopomatidae) und Schweinsnasenfledermaus (Craseonycteridae) unterteilt. Beide Familien werden heute in die Überfamilie der Hufeisennasenartigen (Rhinolophoidea) gestellt.